# Bom Jesus do Galho
Bom Jesus do Galho este un oraș în unitatea federativă Minas Gerais (MG), Brazilia.